# Happy Songs for Happy People
Happy Songs for Happy People é o quarto álbum de estúdio da banda escocesa Mogwai, lançado em 17 de junho de 2003. O álbum alcançou a 182ª colocação na parada norte-americana Billboard 200.O álbum anterior foi Rock Action, de 2001; e posteriormente, em 2006, a banda lançou o quinto álbum Mr Beast

## Faixas
1. "Hunted by a Freak" – 4:18
2. "Moses? I Amn't" – 2:59
3. "Kids Will Be Skeletons" – 5:29
4. "Killing All the Flies" – 4:35
5. "Boring Machines Disturbs Sleep" – 3:05
6. "Ratts of the Capital" – 8:27
7. "Golden Porsche" – 2:49
8. "I Know You Are but What Am I?" – 5:17
9. "Stop Coming to My House" – 4:53
10. "Sad DC" - 4:34 (Japanese Bonus Track)